# لامين غيي
لامين غيي (بالفرنسية: Lamine Guèye)‏ هو لاعب كرة قدم سنغالي، ولد في 13 مارس 1998.